# Olav Økern
Olav Økern (n. 3 iunie 1911, Comuna Hole, Buskerud, Norvegia – d. 11 aprilie 2000, Comuna Hole, Buskerud, Norvegia) a fost un schior de fond ce a reprezentat Norvegia, medaliat olimpic. A participat la 2 ediții ale Jocurilor Olimpice (1948, 1952) în care a câștigat o medalie de bronz.